# Magda Femme
Magda Femme (ur. jako Magdalena Pokora, 22 maja 1971 w Łasku) – polska piosenkarka, kompozytorka i autorka tekstów, wokalistka zespołu Ich Troje w latach 1995–2001.

## Rodzina i edukacja
Jest jedynym dzieckiem Kazimierza i Barbary Pokorów. W dzieciństwie uczęszczała na zajęcia artystyczne do Ogniska Pracy Pozaszkolnej, uczyła się gry na akordeonie i gitarze oraz występowała w zespole wokalnym „Karmelki”, z którym brała udział w wielu wojewódzkich i ogólnopolskich przeglądach piosenki, a także grała koncerty za granicą, głównie w ZSRR.
Jest absolwentką Wydziału Ekonomiczno-Socjologicznego Uniwersytetu Łódzkiego.

## Kariera muzyczna
W 1995 wystąpiła na imprezie karaoke w klubie Michała Wiśniewskiego i Jacka Łągwy, którzy, oczarowani jej wykonaniem utworu „To nie ja!” Edyty Górniak, zaproponowali jej współpracę przy nagraniach piosenek do musicalu Wielki testament w reż. Józefa Zbiróga. Następnie została wokalistką zespołu Ich Troje, z którym wydała trzy albumy studyjne: Intro (1996), ITI Cd. (1997) i 3 (1999).
Pozostając wokalistką Ich Troje, występowała w chórkach podczas trasy koncertowej Matthiasa Reima po Niemczech oraz wydała w 2000 debiutancki, solowy album pt. Empiryzm. Płytę wydała pod pseudonimem Magda Femme, którym nawiązała do swojej kobiecości. W 2001 odeszła z Ich Troje oraz wydała drugi solowy album pt. 5000 myśli, który rozszedł się w nakładzie ok. 32 tys. egzemplarzy, uzyskując status złotej płyty. Największymi przebojami z płyty były utwory „Rozmowa z Aniołem” i „Kłamstwo”, z którym wygrała konkurs audiotele w koncercie organizowanym przez TVP2. W 2003 wystąpiła podczas krajowych eliminacji z piosenką „I Believe in You”, nagraną z wokalistą Marcinem Koczotem i zespołem Spotlight. W 2004 wydała trzecią płytę pt. Extremalnie. Teledysk do singla „Daleko stąd” został nominowany do nagrody Yach Film.
W 2006 zaśpiewała gościnnie w piosence „Follow My Heart” zespołu Ich Troje, który wygrał finał eliminacji, dzięki czemu reprezentował Polskę w 51. Konkursie Piosenki Eurowizji w Atenach. Zajęli 11. miejsce w półfinale konkursu, nie kwalifikując się do finału. W tym samym roku wzięła udział w trasie koncertowej z okazji 10-lecia zespołu Ich Troje „Sami Swoi”. W 2009 nagrała i wydała czwartą solową płytę studyjną pt. Magiczne nutki, na którą napisała słowa do muzyki Janusza Tylmana. W 2010 z utworem „Jak diament”, nagranym w duecie z Iwoną Węgrowską, zajęła szóste miejsce w konkursie na Polski Hit Lata 2010 podczas Bydgoszcz Hit Festiwalu.

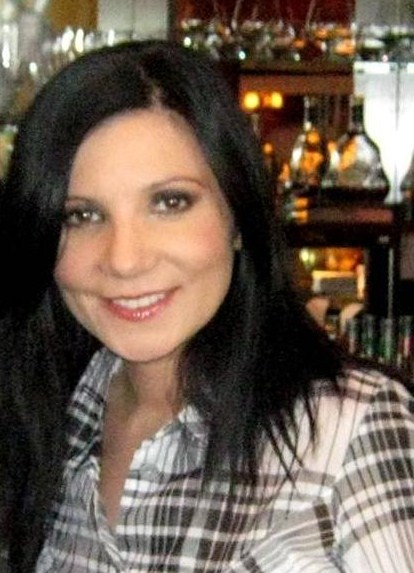
Femme (2009)

W 2014 wydała album pt. Retro Love, który nagrała z Adasiem Drzewieckim oraz we współpracy z Toffsonem, Ive i Gooferem. W pierwszym tygodniu od premiery cyfrowej album uzyskał status złotej płyty. W 2015 nagrała utwór „Jestem na tak” w duecie z Nowatorem, za który otrzymali nagrodę dla najlepszego duetu, przyznaną przez Radio Fama. W 2016 singiel znalazł się w rankingu „40 największych hitów 2015”, przygotowanym przez Kino Polska Muzyka, zajmując 28. miejsce. W tym samym roku za singiel otrzymała złotą płytę, w 2016 – platynową, a w 2021 singiel otrzymał status potrójnej platynowej płyty.
W 2017 zwyciężyła w kategorii „kultura” w plebiscycie „kobieta roku” organizowanym przez Stowarzyszenie Women For Live. W 2019 nagrała utwór „Słabo kłamiesz”, który znalazł się w rankingu „Hity lata 2019” przygotowanym przez Kino Polska Muzyka i zajął drugie miejsce w plebiscycie „Hit roku 2019” przygotowanym przez serwis Party.pl.
W 2020 wraz z Jay Marinem, Mavoii i Zawidzkim utworzyli zespół muzyczny o nazwie Project M.

## Życie prywatne
W latach 1996–2001 była żoną lidera grupy Ich Troje, Michała Wiśniewskiego. W 2008 urodziła córkę Nel. Od 2012 jest związana z Michałem Zawidzkim, raperem znanym jako „Zawidzki”.

## Dyskografia

### Albumy
| 2000                           | Empiryzm - Data: 20 września 2000 - Wydawca: Universal Music Polska    | –  |
| 2001                           | 5000 myśli - Data: 3 grudnia 2001 - Wydawca: Pomaton EMI               | 5  |
| 2004                           | Extremalnie - Data: 19 kwietnia 2004 - Wydawca: Universal Music Polska | 29 |
| 2009                           | Magiczne nutki - Data: 15 maja 2009 - Wydawca: Fonografika             | –  |
| 2014                           | Retro Love - Data: 14 lipca 2014 - Wydawca: Agencja Artystyczna MTJ    | –  |
| „–” pozycja nie była notowana. |                                                                        |    |

### Single
| Rok                            | Tytuł                                      | Pozycja na liście | Pozycja na liście | Pozycja na liście | Pozycja na liście | Pozycja na liście | Certyfikat                | Sprzedaż       | Album       |
| Rok                            | Tytuł                                      | LP3               | SLiP              | WIR               | RMF               | Wawa              | Certyfikat                | Sprzedaż       | Album       |
| ------------------------------ | ------------------------------------------ | ----------------- | ----------------- | ----------------- | ----------------- | ----------------- | ------------------------- | -------------- | ----------- |
| 2000                           | „Verticalo”                                | –                 | –                 | 8                 | –                 | –                 |                           |                | Empiryzm    |
| 2001                           | „Amor”                                     | –                 | –                 | –                 | –                 | –                 |                           |                | Empiryzm    |
| 2001                           | „Kłamstwo”                                 | 47                | 39                | 2                 | 2                 | –                 |                           |                | 5000 myśli  |
| 2001                           | „Rozmowa z aniołem”                        | –                 | 61                | –                 | –                 | –                 |                           |                | 5000 myśli  |
| 2002                           | „Jestem inna”                              | –                 | –                 | –                 | –                 | –                 |                           |                | 5000 myśli  |
| 2002                           | „Wszystko ma kres”                         | –                 | –                 | –                 | –                 | –                 |                           |                | 5000 myśli  |
| 2003                           | „I Believe in You” (oraz Spotlight)        | –                 | –                 | –                 | –                 | –                 |                           |                | Extremalnie |
| 2003                           | „Czy taką lubisz mnie?”                    | –                 | –                 | –                 | –                 | –                 |                           |                | Extremalnie |
| 2004                           | „Daleko stąd”                              | –                 | –                 | –                 | –                 | –                 |                           |                | Extremalnie |
| 2004                           | „Kompromitacja”                            | –                 | –                 | –                 | –                 | –                 |                           |                | Extremalnie |
| 2004                           | „Maska”                                    | –                 | –                 | –                 | –                 | –                 |                           |                | Extremalnie |
| 2005                           | „Miłość jest tu”                           | –                 | –                 | –                 | –                 | –                 |                           |                | –           |
| 2009                           | „Jestem”                                   | –                 | –                 | –                 | –                 | –                 |                           |                | –           |
| 2010                           | „Jak diament” (oraz Iwona Węgrowska)       | –                 | –                 | –                 | –                 | 1                 |                           |                | –           |
| 2011                           | „W taką noc”                               | –                 | –                 | –                 | –                 | 1                 |                           |                | Retro Love  |
| 2013                           | „Para, no para” (oraz Syn Prezydenta)      | –                 | –                 | –                 | –                 | 1                 |                           |                | –           |
| 2013                           | „Serce i rozum” (oraz Syn Prezydenta)      | –                 | –                 | 2                 | –                 | 1                 |                           |                | Retro Love  |
| 2014                           | „Mam to gdzieś”                            | –                 | –                 | 1                 | –                 | 1                 |                           |                | Retro Love  |
| 2014                           | „Toast”                                    | –                 | –                 | 7                 | –                 | 1                 |                           |                | Retro Love  |
| 2015                           | „Wracaj tu”                                | –                 | –                 | 1                 | –                 | 1                 |                           |                | Retro Love  |
| 2015                           | „Jestem na tak” (oraz Nowator)             | –                 | –                 | 1                 | –                 | 1                 | - POL: 3x platynowa płyta | - POL: 60 000+ | –           |
| 2016                           | „Zrób mi dobrze / Nie rozmieniaj się”      | –                 | –                 | –                 | –                 | 1                 |                           |                | –           |
| 2016                           | „Z Tobą do gwiazd”                         | –                 | –                 | 1                 | –                 | 1                 |                           |                | –           |
| 2017                           | „Biały miś”                                | –                 | –                 | –                 | –                 | 1                 |                           |                | –           |
| 2018                           | „Bo to moja wina (oraz Marcin Czerwiński)” | –                 | –                 | 1                 | –                 | 1                 |                           |                | –           |
| 2019                           | „Słabo kłamiesz”                           | –                 | –                 | –                 | –                 | 1                 |                           |                | –           |
| 2020                           | „Eyo”                                      | –                 | –                 | –                 | –                 | –                 |                           |                | –           |
| „–” pozycja nie była notowana. |                                            |                   |                   |                   |                   |                   |                           |                |             |

## Teledyski
| Rok  | Tytuł                                 | Reżyseria                    | Album                      |
| ---- | ------------------------------------- | ---------------------------- | -------------------------- |
| 2000 | „Verticalo”                           | –                            | Empiryzm                   |
| 2000 | „Czas na rwanie” (oraz Big Cyc)       | –                            | –                          |
| 2001 | „Kłamstwo”                            | Jarosław Żamojda             | 5000 myśli                 |
| 2001 | „Rozmowa z aniołem”                   | –                            | 5000 myśli                 |
| 2002 | „Jestem inna”                         | –                            | 5000 myśli                 |
| 2002 | "Oj, kot!”                            | –                            | Zemsta (ścieżka dźwiękowa) |
| 2003 | „I Believe in You” (oraz Spotlight)   | –                            | Extremalnie                |
| 2003 | „Czy taką lubisz mnie?”               | –                            | Extremalnie                |
| 2004 | „Daleko stąd”                         | –                            | Extremalnie                |
| 2004 | „Kompromitacja”                       | –                            | Extremalnie                |
| 2004 | „Maska”                               | –                            | Extremalnie                |
| 2010 | „Jak diament” (oraz Iwona Węgrowska)  | –                            | –                          |
| 2011 | „W taką noc”                          | Jan Orłowski                 | Retro Love                 |
| 2013 | „Para, no para” (oraz Syn Prezydenta) | Konrad Kopycki               | –                          |
| 2014 | „Mam to gdzieś”                       | Syn Prezydenta               | Retro Love                 |
| 2015 | „Jestem na tak”                       | M.L. Filmz                   | –                          |
| 2016 | „Zrób mi dobrze / Nie rozmieniaj się” | Piotr Maczkowski             | –                          |
| 2017 | „Z Tobą do gwiazd”                    | Tadam                        | –                          |
| 2019 | „Słabo kłamiesz”                      | Olga Czyżykiewicz            | –                          |
| 2020 | „Eyo”                                 | Michał Zawidzki              | –                          |
| 2022 | „Przymierzam Cię”                     | Kamil Mzyk i Michał Zawidzki | –                          |
| 2022 | „Nic więcej”                          | Michał Zawidzki              | –                          |

## Filmografia
- 2002: Gwiazdor[44] jako ona sama
- 2007: Halo Hans![45] jako sekretarka Brudnera